# Donja Papratnica
Donja Papratnica är en ort i Bosnien och Hercegovina.   Den ligger i entiteten Federationen Bosnien och Hercegovina, i den centrala delen av landet, 30 km nordväst om huvudstaden Sarajevo. Donja Papratnica ligger 443 meter över havet och antalet invånare är 604.
Terrängen runt Donja Papratnica är huvudsakligen kuperad. Donja Papratnica ligger nere i en dal. Närmaste större samhälle är Visoko, 11,7 km sydost om Donja Papratnica. 
Omgivningarna runt Donja Papratnica är en mosaik av jordbruksmark och naturlig växtlighet. Runt Donja Papratnica är det ganska tätbefolkat, med 93 invånare per kvadratkilometer.